# Новый Акрополь
Но́вый Акро́поль (исп. Nueva Acrópolis) — международная некоммерческая организация, созданная Хорхе Анхелем Ливрагой в 1957 году в Буэнос-Айресе, Аргентина, и действующая более чем в 50 странах мира.
Ряд исследователей характеризуют организацию как новое религиозное движение теософического направления, для которого характерна эклектичность. «Новый Акрополь» позиционирует себя в качестве школы философии, в которой целью для учащихся является практическая организация своей жизни, как это делали известные древнегреческие философы. В странах, где располагаются его отделения, «Новый Акрополь» работает по трём основным направлениям — школа практической философии, культурная деятельность и добровольчество.
«Новый Акрополь» представляет собой ассоциацию некоммерческих организаций, зарегистрированных в различных странах. По словам представителей организации, каждое отделение организации действует самостоятельно, при этом соблюдает устав и принципы ассоциации, зарегистрированной как юридическое лицо в Бельгии. Вместе с тем, с 1980-х годов в Европе звучат многочисленные критические заявления о том, что «Новый Акрополь» внутренне организован строго иерархически на основе строгой дисциплины, использует «военизированный» язык и символы, имеет секретные группы («Живые силы»), скрытые от новичков.
Со стороны критиков в адрес «Нового Акрополя» звучат обвинения в ультраправых, экстремистских взглядах, характерных для начального этапа деятельности организации, и в том, что «Новый Акрополь» представляет собой культ и секту. Исследователи А. С. Коскелло считают, что движение «постепенно эволюционирует в один из видов европейского „либерального“ язычества». Исследователь Ф. Боненфант отмечает, что несмотря на то, что общественная и культурная деятельность организации не подтверждает обвинений в её адрес, репутация «Нового Акрополя» «по-прежнему испорчена».

## История
«Новый Акрополь» основан в 1957 году Хорхе Анхелем Ливрагой Рицци (1930—1991) и его женой Адой Альбрехт; тогда в столице Аргентины Буэнос-Айресе была создана организация, представленная как «философская школа классического типа». К 1970-м годам эта организация стала международной. Сначала её отделения появились в Чили, Уругвае, Перу, Колумбии, Боливии и Бразилии и в Северной Америке (но там они остались малочисленными), затем в Европе (в 1974 году — во Франции, в 1975-м — в Италии), где «Новый Акрополь» достиг значительных успехов.
В 1981 году Х. А. Ливрага расстался с Адой Альбрехт, и вскоре после этого Ада Альбрехт основала и возглавила «Фонд Хастинапура» (исп. Fundación Hastinapura) со штаб-квартирой в Буэнос-Айресе — конкурирующую с «Новым Акрополем» общественную организацию.
В 1984 было открыто отделение «Нового Акрополя» в Канаде, в 1986 — в СССР.
После смерти основателя «Нового Акрополя» Х. А. Ливраги в 1991 году организацию возглавила Делия Стейнберг Гусман (исп. Delia Steinberg Guzmán), до того бывшая директором испанского отделения. В это время в Ассоциацию входили отделения из 42 стран. С 2005 года она делит председательство с международным вице-президентом (2005—2010 — Беатрис Диес Кансеко (Beatriz Díez-Canseco Bustamante), возглавляющая перуанское отделение «Нового Акрополя», с 2011 года — Георгиос Альварадо Планас, ранее возглавлявший греческое отделение). В 2012 году в организации было более 30 тысяч членов в 54 странах.
В январе 2007 года «Новый Акрополь» Чили (исп. Corporación Cultural Nueva Acrópolis Chile) получил статус консультативной организации в области образования и культуры при Организации американских государств (ОАГ), а в апреле 2016 — специальный консультативный статус в Комитете по неправительственным организациям ООН.
В 2019 году в «Новом Акрополе», по его собственным данным, состояло более 15 000 активных членов, и организация действовала более чем в 50 странах мира. Российское отделение стало одним из крупнейших в организации: примерно 2500 человек в 2006 году, более тысячи в 2019.

## Учение
Учение «Нового Акрополя» основано на произведениях основателя организации Х. А. Ливраги. Сторонники утверждают, что оно является философским, а не религиозным. Смысл изучения философии видится не в том, чтобы постигать знание ради самого знания и получить официальное образование по научной философской специальности, а в том, чтобы устроить свою жизнь и практическую деятельность сообразно правильным философским принципам — как это делали известные древнегреческие философы.
Обучение необходимо для того, чтобы выявить внутренние качества личности, пробудить стремление к самосовершенствованию и укрепить чувство солидарности с другими людьми. Практическая часть обучения и практическая реализация философского учения осуществляется через разнообразную некоммерческую деятельность «Нового Акрополя», в том числе культурно-просветительскую, образовательную, правозащитную и природоохранную.
«Новый Акрополь» провозглашает три главные задачи своей деятельности:
1. Объединять людей на основе идеала всеобщего братства, независимо от их вероисповедания, расы и социальной принадлежности.
2. Пробуждать в людях целостное видение мира посредством сравнительного изучения наук, различных видов искусства, философских и религиозных систем.
3. Помогать каждому человеку жить в гармонии с природой, развивая свои внутренние потенциалы и познавая законы жизни.

Предполагается, что успешное решение этих задач должно привести к культурному возрождению общества и появлению «подлинного человека», способного свободно выбирать свою жизненную позицию, принимать решение в сложных обстоятельствах, ориентирующегося на моральные принципы, могущего использовать и обогащать все священные традиции человечества и интегрировать их в свой личный опыт. Внутренне такой человек достигнет своего «Высшего „Я“» и сможет пробудить в себе «высшее сознание» путём активного использования своего воображения, эзотерических символов, изучения собственных сновидений и другими методами. Достигнуть таких результатов может любой человек, независимо от расы или принадлежности к какой-либо «группе избранных», если он будет ощущать себя частью природы и действовать как активный участник истории, а не пассивный наблюдатель. В философии «Нового Акрополя» индивид является движущей силой развития общества, эволюции человечества, из которой нельзя исключать кого бы то ни было. Через индивидуальное «Высшее „Я“» открывается доступ к «Космическому» или «Универсальному „Я“», описанному как коллективно-архетипическая реальность, которая может влиять на сознание и поведение обратившихся к нему людей, а при достаточно большом количестве таких людей — на общественно-политические процессы.
Доктрина «Нового Акрополя» в целом весьма эклектична и основана на новом понимании классической древнегреческой философии (особенно Пифагора и Платона) через призму современных западных учений основательницы «Теософского общества» Е. П. Блаватской и родоначальника интегрального традиционализма Рене Генона; также уделяется внимание алхимии и астрологии. Утверждается, что за всеми религиями и традициями стоит некая общая священная философская традиция (philosophia perennis в терминологии Генона), которая помогает возможному духовному пробуждению человека. Поэтому «Новый Акрополь» не проповедует какую-то одну религию как единственно истинную или самую лучшую и не претендует на открытие нового знания или получение нового откровения. Проводится сравнительное изучение различных духовных и культурных традиций, существующих с древних времён; западным эзотерическим традициям уделяется больше внимания, чем восточным.
Французский исследователь западного эзотеризма Антуан Февр отметил:

Хорхе А. Ливрага Рицци пожелал создать «эклектический и рациональный подход» — по его собственным словам — к различным течениям восточной и западной мысли, чтобы подчеркнуть то общее или сходное, что в них есть. Свою роль он видит в том, чтобы определить элементы универсальной философии, которая воссоединится со всеми духовными корнями, в том числе отвергнутыми Западом: например, египетскими и азиатскими. Фернанд Шварц (директор «Нового Акрополя — Франция») в свою очередь написал несколько книг на тему египетской традиции. В дополнение к изучению античных источников, «Новый Акрополь» продвигает современных авторов, таких как Карл Юнг, Мирча Элиаде, Джозеф Кэмпбелл, Жильбер Дюран, Анри Корбен, Поль Рикёр, Дэйн Радьяр, Жан Шевалье или Эдгар Морен. Статьи этих, а также других философов, учёных и социологов, выходили в журнале ассоциации. Работы «Нового Акрополя», изданные на французском языке, ссылаются в основном на философию Пифагора, Платона, неоплатоников, александрийский герметизм и философию Возрождения. Кроме того, [«Новый Акрополь» пытается соединить] две больших теософских школы: Якоба Бёме и Елены Петровны Блаватской, а также элементы восточной философии (особенно индуизма, причём сразу трёх пурушских школ, но ещё и буддизма Махаяны, и тибетского буддизма).
Оригинальный текст (англ.)Jorge A. Livraga Rizzi wanted to create an 'eclectic and rational approach' - according to his own words - to different currents in order to highlight similarities and commonalities between Eastern and Western thought. He saw his role to define the elements of a philosophy of a universal type, reconnecting with all the spiritual roots, including those rejected by the West; for example, those of Egypt or Asia. Fernand Schwarz (director of New Acropolis France), on his part, has written several books on the Egyptian tradition. In addition to the study of ancient sources, New Acropolis also tries to promote contemporary authors such as CG Jung, Mircea Eliade, Joseph Campbell, Gilbert Durand, Henry Corbin, Paul Ricœur, Dane Rudhyar, Jean Chevalier or Edgar Morin. These, as well as other philosophers, scientists and sociologists, freely expressed themselves in the columns of the association's journal. In the body of reference claimed by the French publications of New Acropolis, we find the philosophy of Pythagoras, Plato, Neoplatonism, Alexandrine Hermeticism and the Renaissance. In addition there are the two great theosophical currents, that of Jacob Boehm and that of Helena Petrovna Blavatsky, as well as elements of Eastern philosophy (Hinduism in particular, through the three Purushiac schools, Mahayana and Tibetan Buddhism).

Как христианство, так и многие исторически недавно появившиеся идеологии с точки зрения учения «Нового Акрополя» рассматриваются как проявления некоторого упадка; многие ныне действующие религиозные организации, в том числе христианские церкви, нередко подвергаются критике, так же как и современные формы общества и государства, особенно демократия, которую критиковал ещё Платон. В то же время высоко ценятся права человека в их современном западном понимании; в связи с этим часто упоминается Джордано Бруно, критиковавший католицизм и сожжённый заживо за это.
Говорится о приближении «эры Водолея»; но, в отличие от многих ньюэйджевских учений, в доктрине «Нового Акрополя» считается, что начало этой новой эры будет суровым временем, а не лёгким триумфом добра и мира, потому нужно обучать и готовить людей, способных достойно пройти испытания этого исторического периода.

## Официальный статус
Международная организация «Новый Акрополь» (фр. Organisation Internationale Nouvelle Acropole, сокр. OINA) представляет собой ассоциацию некоммерческих организаций различных организационно-правовых форм, действующих и зарегистрированных во многих странах в соответствии с их законами, но придерживающихся общего устава и принципов деятельности.
В Бельгии в 1981 году была зарегистрирована Международная некоммерческая ассоциация «Международная организация „Новый Акрополь“» (фр. Organisation Internationale Nouvelle Acropole, association internationale sans but lucratif; сокр. OINA). В Чили государством была зарегистрирована «образовательная корпорация» (исп. corporación educativa), в Венгрии — «общественная полезность» (исп. utilidad pública), в Перу — «культурный центр» (centro cultural), в Чехии — общественная ассоциация «Nová Akropolis z.s.».
Во Франции организация «Нового Акрополя» в 1978 году была зарегистрирована государством как ассоциация согласно Закону об ассоциациях 1901 года и в настоящее время является федерацией десяти местных центров.
В России в 1996 году было зарегистрировано негосударственное образовательное учреждение «Классическая Философская „Школа Новый Акрополь“», которая в 2003 году получила государственную лицензию на образовательную деятельность, а в 2000 году — некоммерческое партнёрство «Культурный центр „Новый Акрополь“».

## Организационная структура и внутренний распорядок
Как сообщает сам «Новый Акрополь», а также социологи Ф. Форни, Л. Ка́рденас и Ф. Маллимачи, эта международная организация не зависит от какого-либо политического, религиозного и экономического влияния. Каждое национальное отделение «Нового Акрополя» регистрируется как отдельная организация по закону своей страны и становится коллективным членом международной некоммерческой ассоциации OINA; коллективные члены подписывают и обязуются соблюдать основной устав и руководящие принципы этой ассоциации, зарегистрированной как юридическое лицо в Бельгии.
Общее руководство международной некоммерческой ассоциацией осуществляет Совет директоров, в который входят по одному представителю от каждой страны, где действует «Новый Акрополь». Члены Совета директоров ежегодно собираются, чтобы решить административные вопросы, принять резолюции и из своего состава избрать членов постоянно действующего Международного исполнительного комитета. Международный исполнительный комитет с 1992 года возглавляет Делия Гусман; в 1997 году в его состав входили ещё три человека.
Головной офис «Нового Акрополя» в настоящее время располагается в Брюсселе, его деятельность финансируется в минимально необходимом объёме за счёт взносов национальных организаций «Нового Акрополя». Сами же национальные организации существуют за счёт членских взносов и пожертвований, и остальными своими средствами распоряжаются самостоятельно.
В 1984 году во Франции журналист и писатель Жильбер Пикар и антикультовая общественная организация «Центр противодействия манипуляции сознанием» опубликовали сведения, впоследствии неоднократно перепечатанные другими источниками, о том, что «Новый Акрополь» внутренне организован иерархически на основе строгой дисциплины. По сведениям Пикара, во главе иерархии стоит «всемирный главнокомандующий», ему подчиняются «хранители печати», «командующие континентами», «центральные командующие», «национальные секретари». Для давних активных членов организации существуют секретные группы, которые называются «Живыми силами» (исп. Fuerzas Vivas), «ядром» или «Школой ученичества»; их существование скрывается не только от посторонних лиц, но и от членов-новичков. К «Живым силам» относятся подразделения «Корпуса безопасности», «Трудовые бригады» и «Женские бригады». Кроме того, в «Новом Акрополе» существует специализированная служба расследования, состоящая из законспирированных агентов. По сведениям на 2004 год, представленным в сборнике «Современная религиозная жизнь России. Опыт систематического описания», в состав «Живых сил» входило около 10 % членов «Нового Акрополя», в том числе всё руководство организации. По тем же сведениям, «Живые силы» призваны «хранить „истинные ценности“ и „духовный огонь“ в хаосе и мраке современного мира», способствовать реализации идей Х. А. Ливраги о формировании «нового человека» и будущей «шестой расы», создании «философского ядра идеального государства», «модели нового общества», которую в будущем можно будет перенести на всё человечество. По учению Ливраги, изложенному в его ранних трудах, предполагалось, что «идеальное государство» будет тоталитарным и аристократическим, а не желающие или не могущие приспособиться к его порядкам будут изолироваться от общества либо уничтожаться.
Обвинения в якобы использовании «Новым Акрополем» «военизированного языка, символов и форм организации», а также в «промывании мозгов» своим членам привели к появлению многочисленных критических заявлений в адрес «Нового Акрополя» в Европе и особенно во Франции. Тулузское местное отделение «Нового Акрополя» отрицало в целом утверждения о неонацизме, тоталитаризме и военизированном характере организации, и утверждало, что их деятельность «публична и открыта для всех, а потому не может носить сектантского характера». Руководитель этого отделения Тьерри Карлес (фр. Thierry Carles) в интервью журналисту Diselo высказал своё несогласие с тем, что антикультовые организации утверждали про «Новый Акрополь»; по словам Карлеса, такие неверные представления могли возникнуть потому, что антикультовые организации не обсуждали эту тему с «Новым Акрополем», а также из-за того, что некоторые члены «Нового Акрополя» сошли с ума, а слова других членов могли быть неверно поняты. Местное отделение в городе Бордо в своём пресс-релизе заявило, что организация ни разу не становилась предметом для жалоб и решительно осуждает авторитарные злоупотребления, фашистские и тоталитарные диктатуры.

## Деятельность
«Новый Акрополь» работает по трём основным направлениям — школа практической философии, культурная деятельность и добровольчество (волонтёрство). От каждого члена организации ожидается практическая работа по одному из этих направлений деятельности, а не только изучение, размышление и формальная принадлежность к «Новому Акрополю».
Организацией проводятся различные публичные культурные мероприятия, конференции, выставки, тематикой которых выступают философия, теософия, искусство. При организации читаются лекции «Философской школы» по семи основным темам, раскрывающим «базовые элементы теософии в варианте X. А. Ливраги». В странах, где располагаются его отделения, «Новый Акрополь» ведёт деятельность по оказанию помощи обездоленным, при стихийных бедствиях, сохранению памятников истории и культуры, охране природы.
Публичная общественная и культурная деятельность организации не подтверждает обвинений, звучащих в её адрес с начала 1980-х годов со стороны антифашистских критиков, однако репутация «Нового Акрополя» «по-прежнему испорчена».

## Критика

### Обвинения в ультраправых взглядах
По мнению британского религиоведа Николаса Гудрика-Кларка, в структуре и символике организации «Новый Акрополь» прослеживается влияние фашизма.
Журналист и религиовед Кирилл Привалов отмечал, что «Новый Акрополь» — это «строго засекреченная и жёстко организованная ультраправая организация».
Испанский историк Хосе Луис Родригес Хименес включил «Новый Акрополь» в число неонацистских групп и высказал мнение, что данная организация ведёт «неонацистскую деятельность под видом конференций по псевдофилософской и эзотерической тематике»; об этом он в 1999 году написал в своей работе «Антисемитизм и крайние правые в Испании (1962—1997)», опубликованной на сайте Международного центра Видала Сассуна по изучению антисемитизма Еврейского университета в Иерусалиме.
Итальянский исследователь НРД Массимо Интровинье, выразивший недоверие суждениям бывшего руководителя итальянского и египетского «Нового Акрополя» Мигеля Мартинеса про «Новый Акрополь», утверждал, что 2 июля 1997 года Высокий суд Парижа, разбирая гражданское дело о диффамации между французской организацией «Нового Акрополя», с одной стороны, Мигелем Мартинесом и французским телеканалом Canal+ с другой стороны, обвинявшими «Новый Акрополь» в поддержке нацизма и пронацистского режима Виши во Франции, использовании символики «старого крайне правого теософского эзотерического движения, вдохновившего нацизм» — вынес решение в пользу «Нового Акрополя», признав те утверждения оппонентов клеветническими. Мартинес ответил на критику Интровинье, отметив, что данное решение было отменено 13 марта 1998 года Парижским апелляционным судом, а также заявив, что «мои предыдущие комментарии к предложению ясно показывают, что Парижский суд не сказал ничего подобного».
Исследователи НРД А. С. Коскелло и М. Интровинье допустили наличие определённых экстремистских, тоталитарных и расистских идей в идеологии «Нового Акрополя» на начальном этапе его деятельности, одновременно указав на позитивные изменения в организации в последние годы: «из законспирированной профашистской организации с оккультными ритуалами он постепенно эволюционирует в один из видов европейского „либерального“ язычества, с более открытым членством в общинах, с отказом от прямого вмешательства в политику, с приоритетным значением общественно полезной и природоохранной деятельности».
28 января 2007 года в бельгийская некоммерческая организация ResistanceS.be, определяющая себя как наблюдающую за ультраправыми, опубликовала в своём интернет-журнале 2 статьи о «Новом Акрополе», в которых утверждалось, что «Новый Акрополь» является сектантской и полувоенной организацией. «Новый Акрополь» эти обвинения отверг и воспользовался правом на ответ, который был опубликован в том же интернет-журнале 21 апреля 2007 года.

### Обвинения в сектантстве
По мнению религиоведа Романа Силантьева, «Новый Акрополь» — это «неоязыческая секта, относящаяся к движению „Нью-эйдж“». Он также отметил, что «многие исследователи считают Новый Акрополь сектой фашистского толка».
В 1995 году Французская парламентская комиссия по культам Национального собрания Франции в докладе № 2468, опубликованном и распространённом в соответствии с регламентом, отнесло «Новый Акрополь» Франции (Association Nouvelle Acropole France (ANAF)) к числу сект (культов(англ. cult)). 27 мая 2005 года «чёрный список» отчёта парламентской комиссии 1995 года был аннулирован. В публикации в газете Le Point отмечается, что и до его отмены список не служил доказательством принадлежности к секте. Вместо этого была учреждена Межминистерская миссия бдительности и борьбы с сектантскими заблуждениями (фр. Mission interministérielle de vigilance et de lutte contre les dérives sectaires) MIVILUDES. По утверждению канадской Le Soleil ею были проверены годовые отчёты MIVILUDES с 2003 по 2010 год, и Нового Акрополя там нет.
В 1997 году в Парламенте Бельгии был принят Отчёт исследовательской комиссии Парламента (документ № 49K0313). В выводах Комиссии Новый Акрополь вместе с другими 188 движениями был включён в сводную таблицу результатов работы. В предваряющем таблицу тексте Комиссия сообщает, что сам факт включения в представленное перечисление не означает, что это секта, или что она опасна. В 2005 году в решении от 28 июня 2005 года Брюссельский апелляционный суд осудил Палату за нарушение своих обязанностей в составлении отчёта Парламентского комитета о сектах.
На проходившей в 2001 году в Нижнем Новгороде православной антикультовой конференции «Тоталитарные секты — угроза XXI века» организация «Новый Акрополь» попала в список наиболее опасных, с точки зрения участников конференции, сект.
В начале 2004 года в газете «Новгород» вышла серия публикаций, посвящённых проблеме тоталитарных сект, к которым авторы статьи причислили и Новый Акрополь. Среди статей, касающихся Нового Акрополя опубликовала статью журналистки Анны Тар «Когда бегемот откусит мне голову?», с резкой критикой «Нового Акрополя». Новый Акрополь подал в суд на газету. Судебная тяжба длилась 2 года. В итоге по решению суда газета «Новгород» 25 мая 2006 года опубликовала короткое сообщение о том, что опубликованные в статье факты не имеют отношения к НОУ «Классическая философская школа „Новый Акрополь“», и автор приносит свои извинения за возможное соотнесение той информации с деятельностью этого некоммерческого образовательного учреждения.
Исследователь европейского эзотеризма Антуан Февр в 1996 году заявил, что «Новый Акрополь» не является сектантским движением и «осуждает такие поступки единомыслия и логику массового исключения, которые ведут к конфликтам, социальным расколам, разобщённости».
Религиовед, доктор философских наук Е. С. Элбакян в своей экспертной оценке, опубликованной интернет-изданием Портал-Credo.ru, пишет, что «„Новый Акрополь“ не соответствует юридическим и фактическим признакам религиозного объединения», а также, что «понятие „деструктивный культ“ или „секта“ к организации „Новый Акрополь“ абсолютно неприменимо». Кроме этого, она указывает, что в научном религиоведении термины «деструктивные секты и культы» и «тоталитарные секты и культы» не используются и считаются антинаучными.

## Пояснения
1. ↑  Не путать с Культурной ассоциацией «Хастинапура» (итал. L'Associazione Culturale Hastinapura[9]) в Неаполе, которую в 1986 году независимо от Ады Альбрехт основал Алессандро Сарно, изучавший идеи «Нового Акрополя».
2. ↑  фр. Fernand Schwarz
3. ↑  англ. New Acropolis France
4. ↑  Зарегистрирована как международная ассоциация Королевским декретом Бельгии от 12 февраля 1990 г., № 3/12-941/S и внесена в Международный регистр ассоциаций (Registro Internacional de Asociaciones)[24][25]
5. ↑  Согласно Декрету №1337 Министерства юстиции Чили[30]
6. ↑  Лицензия № 102469 выдана Департаментом образования Правительства Москвы 11 июля 2003 года
7. ↑  исп. Miguel Martínez
8. ↑  исп. Ramiro Pinto Cañón
9. ↑  Сайт форумов бывших и действующих членов и участников «Нового Акрополя» no-acropolis.ru, который был независимым от этой организации и оппонировал ей, но затем его доменное имя по решению правоохранительных органов было изъято у владельца и передано «Новому Акрополю»
10. ↑  Советский журналист-международник К. Б. Привалов написал об этом в своей книге «Секты: досье страха», изданной в 1987 году[42], а в дальнейшем та же информация была представлена в справочнике «Новые религиозные объединения России деструктивного и оккультного характера»[45][46] (со ссылками на Привалова, Пикара и «Центр противодействия манипуляции сознанием»), изданном Миссионерским отделом РПЦ МП, и в словаре-справочнике «Новые религиозные культы, движения и организации в России»[47], изданном РАГС при Президенте РФ. Примерно о том же в разные годы сообщали бывший руководитель «Нового Акрополя» в Италии Мигель Мартинес[g][48] и участвовавший в мероприятиях организации писатель Рамиро Пинто Канон[h][49], специалист по истории Древней Греции и Древнего Рима[50][51], автор публикаций по неоязычеству и журналист[52][53][54] Анастасия Коскелло (ссылаясь в том числе на бывший антиновоакропольский сайт[i])[26], деятели антикультового движения — Пилар Саларруллана[55], А. Л. Дворкин и юрист Ксения Кириллова[56], а также французская антикультовая общественная организация ADFI[фр.][57][58] и бельгийская антифашистская некоммерческая ассоциация RésistanceS[фр.] (ссылаясь на журналиста Алёна Лаллемана[59] и отчёт бельгийской парламентской комиссии[60])[61].
11. ↑  исп. Cuerpo de Seguridad[66], мужчины в чёрной униформе, занятые охранной деятельностью
12. ↑  исп. Brigadas de trabajo[63], мужчины в коричневой униформе, выполняющие другую работу в организации
13. ↑  исп. Brigadas femeninas[63], работницы организации, носящие синюю униформу
14. ↑  фр. Nos activités sont publiques et ouvertes à tous, ce qui leur dénie tout caractère sectaire[57]
15. ↑  англ. Another group, Nuevo Acrópolis (New Acropolis), was founded in 1974 and continues to function. It organizes neo-Nazi activity under the guise of conferences on pseudo-philosophical and esoteric subjects.[78]
16. ↑  англ. Antisemitism and the Extreme Right in Spain (1962–1997)
17. ↑  фр. Tribunal de Grande Instance de Paris. 1997. «Association Nouvelle Acropole France, Schwarz and Juzans v. Canal Plus, Lescure, Field et Martinez». Arrêt inédit du 2 juillet 1997 (R.P. 7956, R.G. 13057/96)
18. ↑  англ. On March 13, 1998, this sentence was overturned by the Paris Court of Appeal, which recognized that the accusation was drawn up in such a vague manner as to make any defence impossible.
19. ↑  англ. My preceding comments on the sentence clearly show that the Paris Court said no such thing
20. ↑  В английском языке слово cult обозначает не отправление религиозных церемоний, а группу людей с необычными убеждениями и образом жизни, и ближе по значению к русскому слову «секта»
21. ↑  фр. Chaque fois que l'administration s'opposait à un mouvement sous prétexte qu'il était épinglé sur la liste, les tribunaux renvoyaient l'Etat dans les cordes. Pour les juges, le fait d'apparaître dans l'annexe du rapport parlementaire ne pouvait en aucun cas constituer une preuve d'appartenance sectaire
22. ↑  Всякий раз, когда администрация выступала против движения под предлогом, что оно было в списке, суды отправляли государство обратно. Для судей сам факт появления в приложении к парламентскому докладу ни в коем случае не может служить доказательством принадлежности к секте.[u][86]
23. ↑  фр. Cette énumération ne constitue donc ni une prise de position, ni un jugement de valeur de la part de la commission. Ainsi, le fait pour un mouvement d'y figurer, même si c'est à l'initiative d'une instance officielle, ne signifie pas que pour la commission, il soit une secte, et a fortiori qu'il soit dangereux.
Comme le tableau le montre, la commission n'a pas pu procéder à une vérification de l'ensemble des informations recueillies ni en contrôler l'exactitude.
Pour les mêmes raisons, dans la mesure où ce tableau n'est pas exhaustif, le fait de ne pas y figurer ne constitue pas davantage une appréciation sur l'innocuité d'un mouvement.
L'examen de ces mouvements doit être approfondi et le tableau doit être actualisé en permanence.
24. ↑  Это перечисление не является ни заявлением о позиции, ни оценочным суждением со стороны комиссии. Таким образом, сам факт включения движения, даже если оно является инициативой официального органа, не означает, что для комиссии это секта, а тем более, что она опасна.
Как видно из таблицы, комиссия не смогла проверить всю собранную информацию или проверить её достоверность.
По тем же причинам, поскольку эта таблица не является исчерпывающей, тот факт, что движение не включено, не является оценкой его безопасности.
Проверка этих движений должна быть детально изучена, и таблица должна постоянно обновляться.[w][90]
25. ↑  фр. dénoncer les méfaits d'une pensée unique, massifiante, d'une logique d'exclusion rendue responsable de conflits, de fractures sociales, de fragmentations

### Официальные сайты
- Международный сайт
- Российское отделение
- Украинское отделение

### Дополнительные материалы
- «Новый Акрополь» в фотографиях
- Афиша «Нового Акрополя»
- Подборка статей о «Новом Акрополе» в прессе
  - Новый Акрополь в Москве. Газета «Вечерняя Москва» по материалам пресс-конференции Х. А. Ливраги (1991 г.).
- Упоминание «Нового Акрополя» в новостях (поисковая система «Яндекс. Новости»)
- Журнал «Новый Акрополь»
- Интернет-проект журнала «Человек без границ» (издательство «Новый Акрополь»)
- «Новый Акрополь» на Российском образовательном форуме
- Сайт издательства "Культурный центр «Новый Акрополь»
- Об акции «Сохраним горы в чистоте» на сайте Информационного центра правительства Москвы
- Круглый стол «Вечные ценности как путь к согласию и взаимопониманию» на сайте Бюро ЮНЕСКО в Москве
- Энциклопедия «Народы и религии мира», М.: Большая Российская энциклопедия, 1998.
- Nuova Acropoli (итал.). CESNUR. Дата обращения: 3 июня 2019.

### Критический взгляд
- «Новый Акрополь»: информация к размышлению… — Анонимный ресурс.
- Всё о «Новом Акрополе». Анонимный ресурс.
- Греческий ресурс о «Новом Акрополе» содержит фото с внутренних встреч. Анонимный ресурс.